# Euchomena madecassa
Euchomena madecassa es una especie de mantis de la familia Mantidae. Es el único miembro del género monotípico Euchomena.

## Distribución geográfica
Se encuentra en Madagascar.